# Arsites de la Frigia Helespóntica
Arsites (334 a. C.) fue el último sátrapa persa de la Frigia helespóntica. Llamado Ἀρσíτης en griego; y *Arsita en antiguo persa.
No se conoce su relación con la dinastía farnácida de sátrapas de la Frigia helespóntica, la que había mantenido el gobierno de la satrapía desde el 477 a. C. Es posible que fuera uno de los tres hijos de Ariobarzanes, aunque las fuentes no lo aclaran explícitamente.
Alrededor del 340 a. C., Arsites envió mercenarios griegos, dirigidos por el ateniense Apolodaro, para impedir la toma de Perinto (en Tracia) por parte de Filipo II. La defensa de Perinto fue entonces un éxito, pero en los años siguientes fue imposible detener la expansión de Macedonia.
Ya en el reinado de Darío III (336-330 a. C.), Alejandro Magno, sucesor de Filipo, comenzó la invasión del Imperio aqueménida desembarcando en los territorios gobernados por Arsites. Según el historiador Arriano de Nicomedia (Anábasis de Alejandro Magno I 12), Memnón de Rodas, comandante de los mercenarios griegos al servicio de Persia, propuso utilizar la estrategia de "tierra quemada" contra el invasor macedonio. Ante la oposición de Arsites, quien argumentaba que no quería ver destruidas las tierras de sus súbditos, se resolvió presentar batalla en campo abierto. En la batalla del río Gránico (334 a. C.), Arsites comandó a la caballería de Paflagonia (Diodoro Sículo, XVII 19. 4). La batalla resultó en una completa derrota, y muchos comandantes fallecieron en el combate. Arsites logró huir a Frigia, donde, según afirma Arriano (Anábasis I 16), de todas maneras se quitó la vida porque los persas lo culpaban de la derrota.
Se conoce un hijo suyo, de nombre Mitropastes, el cual fue hallado en la costa del golfo Pérsico por el general macedonio Nearco.